# Gutenswil
Gutenswil är en ort i kommunen Volketswil i kantonen Zürich i Schweiz. Den ligger cirka 13,5 kilometer öster om centrala Zürich. Orten har 1 756 invånare (2021).